# بروکل
بروکل (به آلمانی: Brockel) یک شهر در آلمان است که در Bothel واقع شده‌است. بروکل ۱٬۳۷۴ نفر جمعیت دارد.